# José Enrique Mendoza
José Enrique Mendoza (Olanchito; 2 de diciembre de 1955) es un exfutbolista hondureño que jugaba como delantero.

## Trayectoria
Estuvo siempre con el Vida, desde 1977 hasta 1985, siendo parte fundamental de los dos títulos de Liga Nacional de Honduras conseguidos. Reforzó al Marathón para la Copa de Campeones de la Concacaf 1981.

## Participaciones en Copas del Mundo
| Mundial                                | Sede  | Resultado    |
| -------------------------------------- | ----- | ------------ |
| Copa Mundial de Fútbol Juvenil de 1977 | Túnez | Primera fase |

## Palmarés

### Títulos nacionales
| Título        | Equipo | País     | Año     |
| ------------- | ------ | -------- | ------- |
| Liga Nacional | Vida   | Honduras | 1981-82 |
| Liga Nacional | Vida   | Honduras | 1983-84 |